# 漢密爾頓鎮區 (印地安納州傑克遜縣)
漢密爾頓鎮區（英語：Hamilton Township）是位於美國印地安納州傑克遜縣的一個行政鎮區。

## 地方資料
根據2010年美國人口普查的數據，漢密爾頓鎮區的面積為164.00平方千米，當中陸地面積為162.10平方千米，而水域面積為1.90平方千米。當地共有人口1660人，而人口密度為每平方千米10.12人。